# Cher (departament)
|  | Per a altres significats, vegeu «Cher (desambiguació)». |

Cher (18) és un departament francès que pren el nom del riu homònim.

## Geografia
Cher és un dels sis departaments que formen part de la regió de Centre - Vall del Loira. Limita amb els departaments d'Indra, Loir i Cher i Loiret, també de la regió de Centre, i amb els departaments de Niebre (Borgonya), Alier (Alvèrnia) i Cruesa (Llemosí).
El territori departamental està dividit en 35 cantons i 290 municipis. El cantó és una divisió territorial del departament, i que pot estar compost bé per diversos municipis, o bé per només un. En el cas de les grans ciutats, els cantons poden estar composts per diversos barris d'aquestes. El cantó porta el nom del seu chef-lieu, que en la majoria d'ocasions és la ciutat més important.

## Història
Cher va ser un dels vuitanta-tres departaments originals creats durant la Revolució Francesa, el 4 de març de 1790 (en aplicació de la llei del 22 de desembre de 1789). Va ser creat a partir de l'antiga província de Berry.

## Política
El Consell General de Cher és l'únic consell general de la regió de Centre - Vall del Loira controlat per l'esquerra.
L'esquerra governa aquest departament des de les eleccions cantonals de 2004. En aquestes eleccions es van renovar 16 dels 35 cantons del departament. Cada cantó escull un conseller general per un mandat de 6 anys. Ara bé, no tots els cantons celebren eleccions alhora. Les eleccions tenen lloc per meitats cada tres anys. Així, cada 3 anys, es renoven parcialment tots els consells generals de França. Els cantons que es van renovar a les eleccions de 2004 van ser aquells en què s'havien celebrat eleccions cantonals l'any 1998.
Després de les eleccions cantonals de 2004, l'esquerra va aconseguir la majoria absoluta a l'assemblea departamental, amb 18 consellers generals. Així doncs, Alain Rafesthain (del Partit Socialista), que anteriorment havia estat president del Consell Regional de Centre, va ser elegit president del Consell General de Cher.
Dels 18 consellers d'esquerra, 8 pertanyen al Partit Socialista, uns altres 8 al Partit Comunista Francès i 2 són consellers no-adscrits. Anteriorment, el Partit Socialista només tenia 4 escons al Consell General, el Partit Comunista Francès en tenia 7 i de consellers no-adscrits d'esquerra n'hi havia 3.
Per la seva banda, els 17 escons de la dreta es distribueixen de la següent manera: 7 pertanyen a la UMP, que en perd un, i 10 són consellers no-adscrits de dreta. La Unió per a la Democràcia Francesa va perdre els 2 escons aconseguits l'any 1998.